# Venezillo culebrae
Venezillo culebrae är en kräftdjursart som först beskrevs av Van Name 1936.  Venezillo culebrae ingår i släktet Venezillo och familjen Armadillidae. Inga underarter finns listade i Catalogue of Life.